# ハウエルズ家のちょっとおかしなお葬式
『ハウエルズ家のちょっとおかしなお葬式』（原題: Death at a Funeral）は、2007年のコメディ映画。

## ストーリー
作家志望のダニエルの父親が亡くなった。葬儀の朝、ダニエルは引っ越しを巡って妻と揉め、さらに作家として大成功した弟のロバートが帰って来て自分と比較されると思い、ストレスをためていた。また、従妹マーサも婚約者を父親に紹介しなければならないことで悩んでいた。各人が様々な問題を抱えている中、葬儀会社から父親の亡骸が到着。だが、業者のミスにより棺桶には父とは別の男が入っていた。

## キャスト
| 役名                       | 俳優                     | 日本語吹替 |
| -------------------------- | ------------------------ | ---------- |
| ダニエル（故人の長男）     | マシュー・マクファディン | 宮本充     |
| ジェーン（ダニエルの妻）   | キーリー・ホーズ         | 加藤優子   |
| ハワード                   | アンディ・ナイマン       | 桐本琢也   |
| ジャスティン               | ユエン・ブレムナー       | 土田大     |
| マーサ（ビクターの娘）     | デイジー・ドノヴァン     | 田村聖子   |
| サイモン（マーサの婚約者） | アラン・テュディック     | 田中明生   |
| サンドラ（故人の妻）       | ジェーン・アッシャー     | 吉野由志子 |
| トロイ（マーサの弟）       | クリス・マーシャル       | 渡辺穣     |
| ロバート（故人の次男）     | ルパート・グレイブス     | 横堀悦夫   |
| アルフィー叔父さん         | ピーター・ヴォーン       | 稲垣隆史   |
| 司祭                       | トーマス・ホイートリ     |            |
| ビクター（サンドラの兄）   | ピーター・イーガン       |            |
| ピーター                   | ピーター・ディンクレイジ | 横島亘     |

- その他の声の吹き替え：側見民雄／佐々木省三／上城龍也／吉田安愉子／角田紗里／里卓哉／小山誓子／北村謙次

## スタッフ
- 監督：フランク・オズ
- プロダクションデザイン：マイケル・ハウエルズ
- 衣装デザイン：ナタリー・ウォード
- キャスティング：ゲイル・スティーヴンス
- ヘアメイク：ジェンマ・リチャーズ
- 字幕・吹き替え：川又勝利